# Frangepán II. Bertalan
Frangepán II. Bertalan (horvátul: Bartol II. Frankopan, ?– 1224) a Frangepán családból származó horvát főnemes, modrusi gróf.
I. Duim vegliai gróf második házasságából született fia, I. Bertalan és I. Vid vegliai grófok féltestvére. János vegliai püspök egyik 1186-os adománylevele említi először tanúként.
Nem viselte a vegliai grófi címet, ezért a történészek körében az a vélemény uralkodik, hogy testvérei nem akarták átengedni számára uralmuk egy részét, ezért távozott a szigetről és III. Béla magyar király híve lett. Egy 1193-ból származó hamisított oklevél szerint a király hűséges szolgálatáért Modrus vármegyét adományozta neki, Bertalan pedig vállalta, hogy 10 páncélos lovagjával az országon belül, 4 lovaggal pedig a határokon kívül a király hívására hadba száll. Egy 1209-ből származó hamisított királyi oklevél szerint mivel nem volt gyermeke, Modrus vármegyét unokaöccsére II. Vidre hagyta, amit állítólag II. András magyar király egy 1223-ban kelt külön oklevele is megerősített. Gyermek nélkül halt meg 1224-ben.